# نوتوفاگین
نوتوفاگین (به انگلیسی: Nothofagin) با فرمول شیمیایی C21H24O10 یک ترکیب شیمیایی است. که جرم مولی آن ۴۳۶٫۴۰ گرم بر مول می‌باشد.